# Schwarzhölzl (Bockhorn)
Schwarzhölzl ist der südlichste Ortsteil der Gemeinde Bockhorn im Landkreis Erding in Oberbayern. 

## Geografie
Der Weiler liegt sechs Kilometer südlich von Bockhorn entfernt.

## Verkehr
Die Staatsstraße 2084 verläuft zwei Kilometer nördlich. Die Bahnstrecke München–Simbach tangiert den Ort.

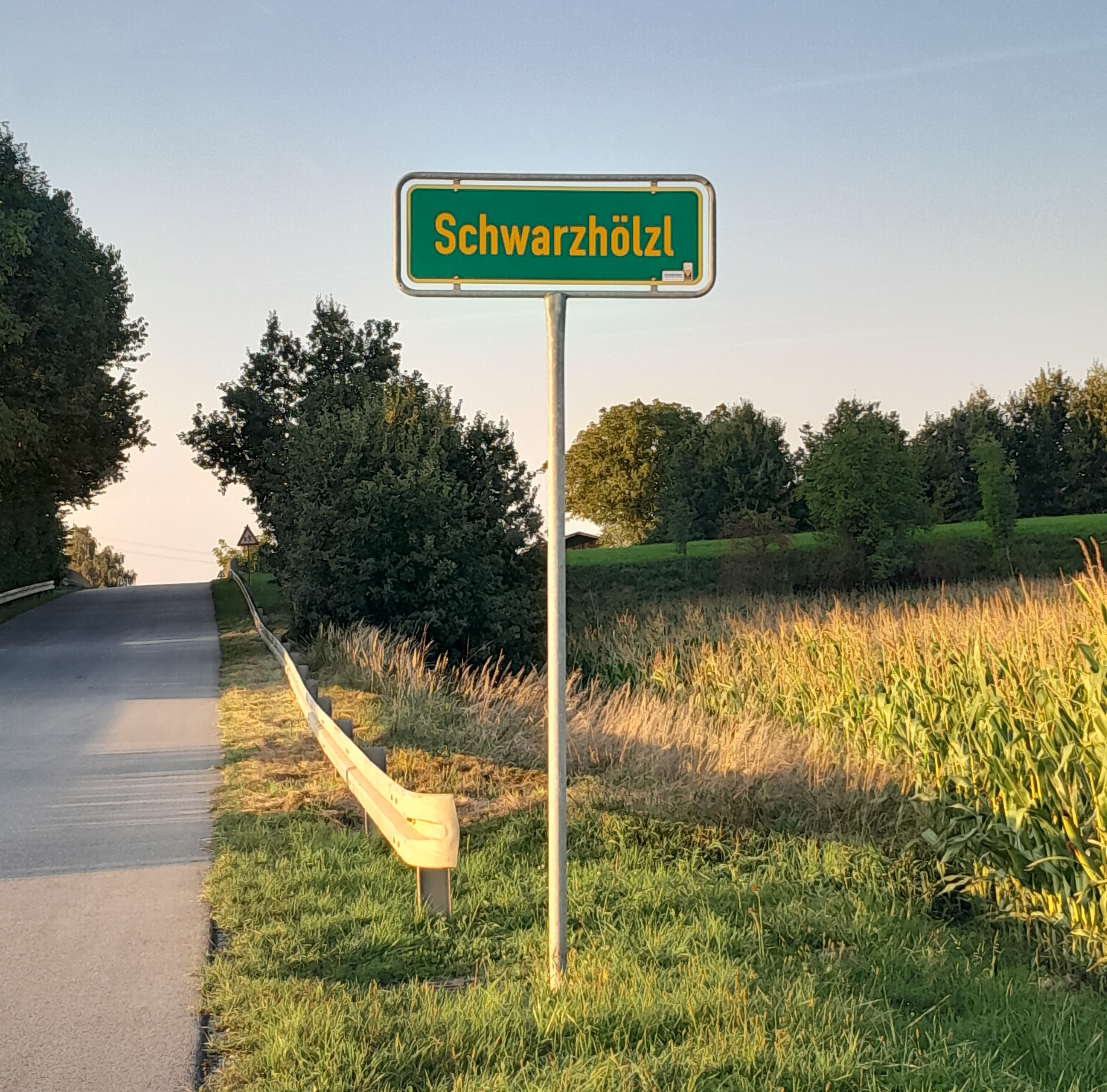